# Streptococcaceae
Streptococcaceae este un familie ce cuprinde bacterii Gram-pozitive din ordinul Lactobacillales. Cele mai reprezentative genuri sunt Lactococcus, Lactovum, Pilibacter și Streptococcus.